# Tournoi féminin de Dubaï de rugby à sept
Ne doit pas être confondu avec Tournoi de Dubaï de rugby à sept.
Le Tournoi féminin de Dubaï de rugby à sept (en anglais : Dubai Women's Rugby Sevens puis Dubai Women's Sevens) est une compétition de rugby à sept, qui se déroule à Dubaï dans le cadre des World Rugby Women's Sevens Series.

## Histoire
Historiquement, de premiers tournois féminins sont organisés à Dubaï, de manière annexe au tournoi masculin des Sevens World Series. Néanmoins, ces tournois ne sont pas reconnus officiellement par l'International Rugby Board, organe mondial du rugby.
En marge des Sevens World Series, compétition masculine majeure organisant plusieurs tournois de rugby à sept pendant la saison, la Women's Sevens Challenge Cup (en) est créée en tant qu'équivalent en catégorie féminine. Composée de trois étapes disputées pendant la saison 2011-2012, la première d'entre elles est confiée à Dubaï. L'International Rugby Board récompense ainsi la ville émiratie pour son organisation conjointe de la Coupe du monde de rugby à sept 2009, autant dans les catégories masculines que féminines.
Disputée en décembre 2011, les demi-finales et la finale se jouent sur le terrain principal au stade The Sevens, sous les projecteurs du tournoi masculin des Sevens World Series. Le coût de l'organisation est partagée entre les fonds de l'IRB et le sponsoring de la compagnie aérienne locale Emirates.

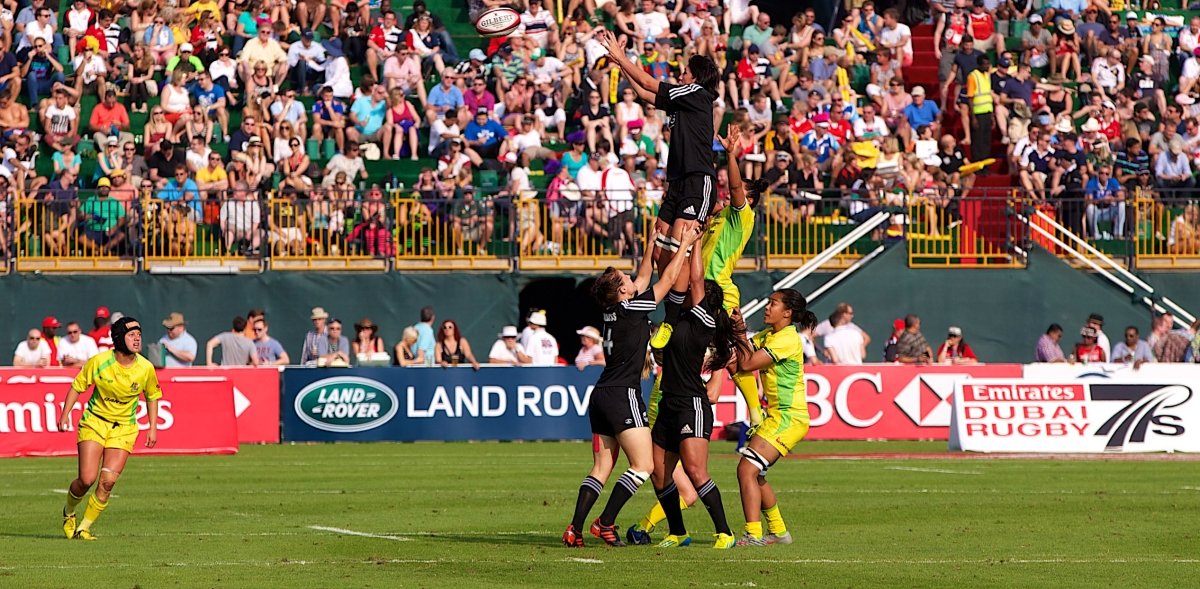
Demi-finale entre l'Australie et la Nouvelle-Zélande lors de l'édition inaugurale de 2012.

La saison suivante, alors que s'ouvre la première édition officielle des Women's Sevens World Series pendant la saison 2012-2013 (en), le tournoi de Dubaï est l'une des quatre étapes choisies de ce tournoi mondial inaugural. Organisé au stade The Sevens, il a alors la particularité d'être le seul des tournois organisé de manière conjointe avec son homologue masculin, ainsi que d'être la première étape de cette saison inaugurale,,. Cette première édition officielle du tournoi de Dubaï est remportée par la Nouvelle-Zélande face à l'Afrique du Sud.
À partir de la saison 2018-2019, l'étape féminine émiratie ne fait plus office de tournoi d'ouverture des World Series, au profit de l'étape américaine de Glendale.
Alors que la fin de la saison 2019-2020 est interrompue par la pandémie de Covid-19, l'organisation de la saison 2020-2021 est par avance profondément modifiée : la tenue de l'étape de Dubaï est entre autres abandonnée. Dans l'optique de la saison 2021 des séries mondiales au format réduit, Dubaï est choisie afin d'accueillir une des étapes ; les séries sont finalement annulées. Dubaï est finalement choisie pour accueillir les deux premières étapes de la saison 2022.

## Identité visuelle

Évolution du logo
Logo des éditions 2012 à 2019.
Logo depuis l'édition 2021.

## Palmarès
| Date                             | Stade                     | Cup              | Cup     | Cup              | Plate      | Bowl             |
| Date                             | Stade                     | Vainqueur        | Score   | Finaliste        | Vainqueur  | Vainqueur        |
| -------------------------------- | ------------------------- | ---------------- | ------- | ---------------- | ---------- | ---------------- |
| 30 novembre au 1er décembre 2012 | The Sevens Stadium, Dubaï | Nouvelle-Zélande | 41 - 0  | Afrique du Sud   | Espagne    | Russie           |
| 28 au 29 novembre 2013           | The Sevens Stadium, Dubaï | Australie        | 35 - 27 | Nouvelle-Zélande | Russie     | Angleterre       |
| 4 au 5 décembre 2014             | The Sevens Stadium, Dubaï | Nouvelle-Zélande | 19 - 17 | Australie        | Canada     | Angleterre       |
| 3 au 4 décembre 2015             | The Sevens Stadium, Dubaï | Australie        | 31 - 12 | Russie           | Angleterre | Nouvelle-Zélande |

| Date                             | Stade                     | Cup              | Cup     | Cup        | Challenge Trophy |
| Date                             | Stade                     | Vainqueur        | Score   | Finaliste  | Vainqueur        |
| -------------------------------- | ------------------------- | ---------------- | ------- | ---------- | ---------------- |
| 1er au 2 décembre 2016           | The Sevens Stadium, Dubaï | Nouvelle-Zélande | 17 - 5  | Australie  | Russie           |
| 30 novembre au 1er décembre 2017 | The Sevens Stadium, Dubaï | Australie        | 34 - 0  | États-Unis | Russie           |
| 29 au 30 novembre 2018           | The Sevens Stadium, Dubaï | Nouvelle-Zélande | 26 - 14 | Canada     | Australie        |

| Date                   | Stade                     | Cup                                                  | Cup                                                  | Cup                                                  | Cup                                                  |
| Date                   | Stade                     | Vainqueur                                            | Score                                                | Finaliste                                            | Troisième                                            |
| ---------------------- | ------------------------- | ---------------------------------------------------- | ---------------------------------------------------- | ---------------------------------------------------- | ---------------------------------------------------- |
| 5 au 7 décembre 2019   | The Sevens Stadium, Dubaï | Nouvelle-Zélande                                     | 17 - 14                                              | Canada                                               | États-Unis                                           |
| 4 au 5 décembre 2020   | The Sevens Stadium, Dubaï | Édition annulée en raison de la pandémie de Covid-19 | Édition annulée en raison de la pandémie de Covid-19 | Édition annulée en raison de la pandémie de Covid-19 | Édition annulée en raison de la pandémie de Covid-19 |
| 2 au 4 décembre 2021   | The Sevens Stadium, Dubaï | Édition annulée en raison de la pandémie de Covid-19 | Édition annulée en raison de la pandémie de Covid-19 | Édition annulée en raison de la pandémie de Covid-19 | Édition annulée en raison de la pandémie de Covid-19 |
| 26 au 27 novembre 2021 | The Sevens Stadium, Dubaï | Australie                                            | 22 - 7                                               | Fidji                                                | France                                               |
| 3 au 4 décembre 2021   | The Sevens Stadium, Dubaï | Australie                                            | 15 - 5                                               | Fidji                                                | France                                               |
| 2 au 3 décembre 2022   | The Sevens Stadium, Dubaï | Australie                                            | 26 - 19                                              | Nouvelle-Zélande                                     | États-Unis                                           |

## Stades
Durant son histoire, le tournoi de Dubaï a été organisé dans un seul stade.   

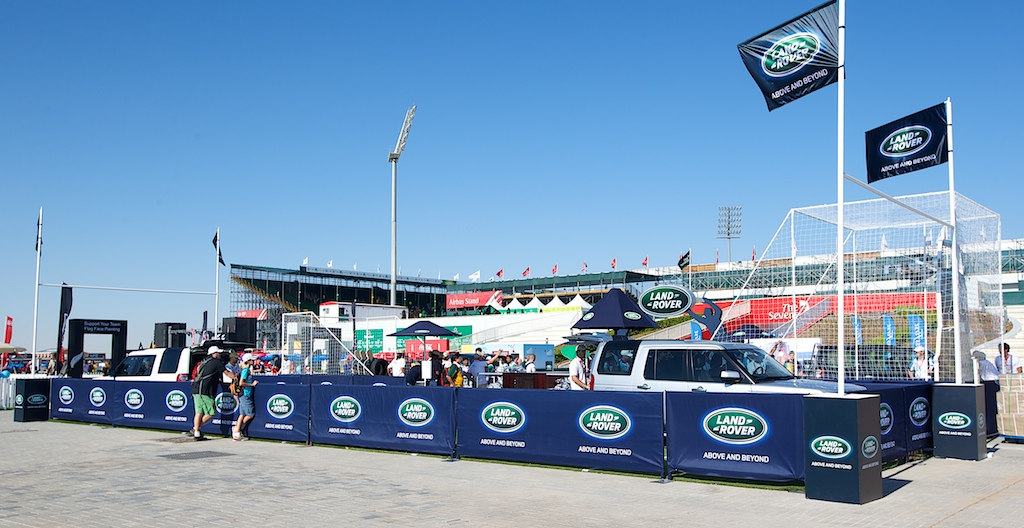
Depuis 2012 : The Sevens Stadium de Dubaï (en arrière-plan).